# THE ROAD TO SUPER HERO
THE ROAD TO SUPER HERO（ザ・ロード・トゥ・スーパーヒーロー）は、TBSラジオでかつて放送されていた番組である。

## 番組の内容
様々なスポーツの世界で活躍するアスリート達の中から毎回一人を選びインタビューし、そのアスリートの魅力に迫る番組である。パーソナリティは青島健太。アサヒビールの一社提供（提供クレジットは「アサヒスーパードライ」）。

## 番組の歴史
- 2003年4月、『荒川強啓 デイ・キャッチ!』内の1コーナーとして、月曜から金曜までの5分間の帯番組で開始（17:00 - 17:05）。
- 2003年10月、『スポーツBOMBER!』内に移動し、引き続き月曜から金曜までの5分間の帯番組となる（18:25 - 18:30）。
- プロ野球シーズンに入った2004年4月から、放送時間が日曜日の17:00 - 17:25に移動した。
- 2008年3月いっぱいで放送終了。放送期間は帯番組時代と合わせて5年。

## オープニングテーマ
- FLY BY（ボブ・ジェームス）